# DP (machinegeweer)
De Degtjarjov DP 28 (Russisch: Пулемёт Дегтярёва Пехотный; Poelemjot Degtjarjova Pechotny; Degtjarjov's infanterie-machinegeweer) of DP was een Russisch licht machinegeweer ontworpen door Vasili Degtjarjov. Het wapen was ingericht voor het gebruik van patroon 7,62x54mmR.

## Geschiedenis
De DP werd ontworpen in 1927 door Vasili Degtjarjov. Het origineel heette waarschijnlijk DP-27 of DP-28, maar er is veel twijfel over de officiële benaming.
Een belangrijk voordeel van de DP was dat het erg goed tegen vuil kon. Tijdens experimenten werd het begraven in het zand; na dit kon het wapen nog steeds zo'n 500 schoten vuren voordat het wapen het begaf. Het grootste nadeel echter was de zwakke tweepoot die brak snel. Verder was het magazijn - een 47-schots "pan-"magazijn dat horizontaal boven op het wapen werd geplaatst - vrij klein en blijven vuren voor lange periodes was daardoor onmogelijk, in tegenstelling tot wapens met patroonbanden. Het duurde relatief lang om een nieuw magazijn op de bovenkant te plaatsen; opnieuw patronen in een leeg magazijn stoppen duurde nog langer. Maar de lage vuursnelheid betekende ook dat oververhitting van de loop zeldzaam was.
In 1928 nam het Rode Leger dit wapen in gebruik. Het was goedkoop en makkelijk te vervaardigen: vroege modellen hadden minder dan 80 onderdelen en konden door onopgeleide arbeiders worden vervaardigd. Het wapen werd gebruikt tijdens de Winteroorlog, de Vervolgoorlog en de Tweede Wereldoorlog, en had een reputatie als een effectief licht ondersteuningswapen. In 1943-1944 werd het wapen gemoderniseerd, het nieuwe wapen heette DPM.
De DP werd in de jaren 50 aangevuld door modernere RPD's en in de jaren 60 vervangen door het PK-machinegeweer.
Tijdens de Winter- en Vervolgoorlog werden aantallen onderschept door Finse strijdkrachten. Het verving de Finse Lahti-Saloranta M/26 gedeeltelijk. In de zomer van 1944 hadden Finse strijdkrachten zo'n 3400 Finse Lahti-Saloranta's en 9000 onderschepte Sovjet-Degtjarjov's aan de frontlinie.
Er zijn een aantal DP's van de RP-46 uitvoering gezien in Somalië.

## Uitvoeringen
- RPD-36, 30-schotse uitvoering met een magazijn dat korter was qua diameter, maar wel dikker
- DPM, gemoderniseerde uitvoering in gebruik genomen in 1943-1944, met een robuustere tweepoot bevestigd aan de koelmantel en de terugstootveer die in een buis aan de achterkant van de ontvanger zat, hierdoor werd een pistoolgreep nodig (In China werd een kopie vervaardigd, Type 53 genaamd)
- DA, voor in vliegtuigen
- DT en DTM, voor op pantservoertuigen en tanks
- DTM-4, uitvoering voor een quad
- RP-46, een uitvoering met patroonband in gebruik genomen in 1946; deze banden waren voor 200 of 250 patronen, en gelijk aan die van de SG-43 Gorjoenov (In China werd een kopie vervaardigd, Type 58 genaamd)

## Gebruikers
- Albanië: RP-46
- Algerije: RP-46
- Angola: RP-46
- Benin: RP-46
- Centraal-Afrikaanse Republiek: RP-46
- China: Type 53 en 58 (kopieën)
- Comoren: RP-46
- Congo-Brazzaville: RP-46
- Cuba: RP-46
- Equatoriaal-Guinea: RP-46
- Ethiopië: RP-46

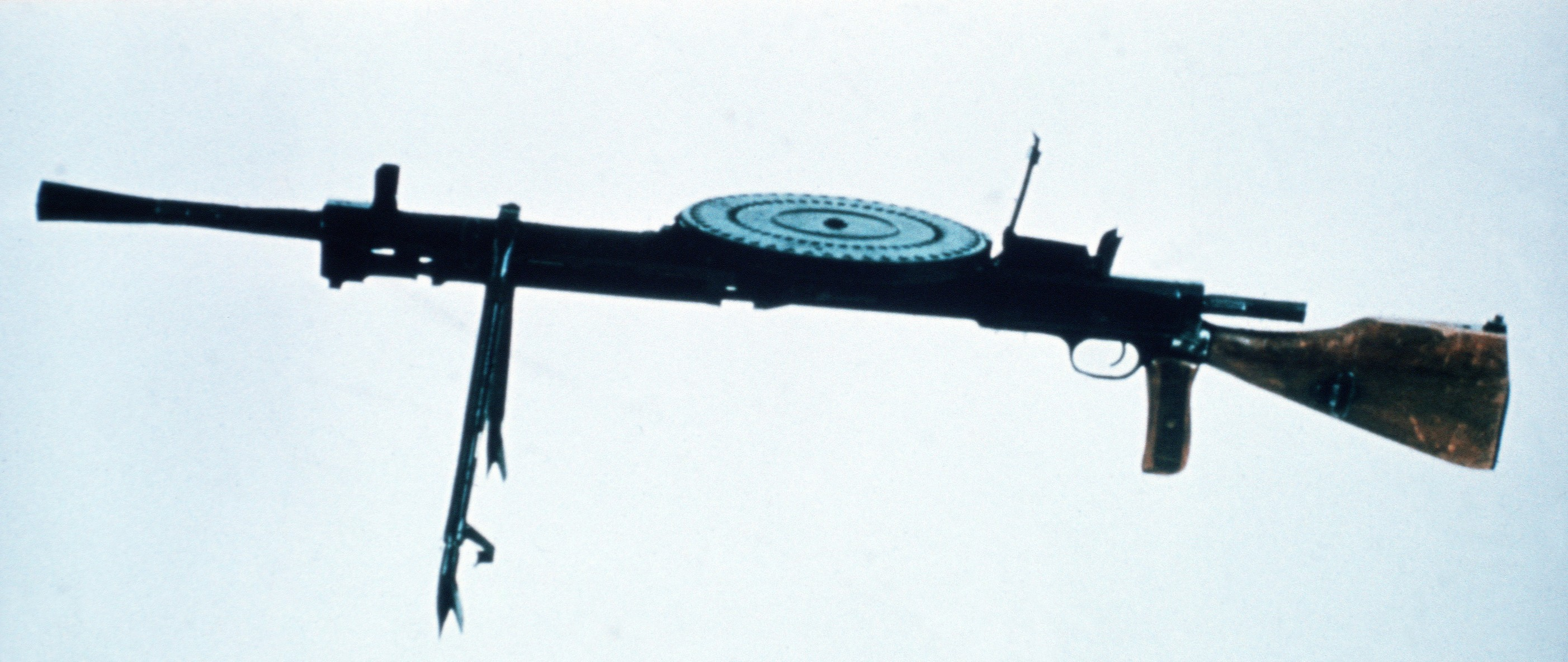
Een RP-46

- Finland: Onderschept tijdens de Winter- en Vervolgoorlog
- Laos: RP-46
- Libië: RP-46
- Nigeria: RP-46
- Seychellen: RP-46
- Somalië: RP-46
- Sovjet-Unie
- Soedan: RP-46
- Tanzania: RP-46
- Togo: RP-46